# ミニミニ長渕
ミニミニ長渕（ミニミニながぶち、1969年3月4日 - ）は、大阪府出身のそっくり系ものまねタレント。本名、中森 政一（なかもり まさかず）。
2020年1月に引退し、現在は沖縄カメラマン「フォト美らふぁ~」として活動。

## 人物
身長：157cm、体重：49kg、血液型：AB型。
長渕剛のものまねを得意とし、ご本人サイズをそのまま超縮小にした感じからミニミニ長渕という芸名にで親しまれるようになった。身長が低いことは本人も自称している。 
ものまねタレントの傍ら、お笑い芸人はなわのサイドギターを務めたり、コージー冨田・ゆうたろう率いるモノマネバンドのギタリストを担当。 
右手に大怪我を負ったことにより一時活動休止状態になっていたが、リハビリを経て復帰。復帰後は、怪我の前のようにギターの演奏ができなくなってしまったが、ダミーのギターを担いでの以前と同様のものまねを披露していた。
芸歴31年の2020年に引退。
現在は沖縄は美ら海水族館の街「本部町」でカメラマン「フォト美らふぁ~」として活躍中。

## 受賞歴
日本テレビ系
- 第4弾史上最高そっくり大賞
- 第5弾史上最高そっくり大賞（ワールドチャンピオン大会）
- 第6弾史上最高そっくり大賞

テレビ東京系
- 第35回全日本そっくり大賞
- 第40回全日本そっくり大賞

朝日放送系
- ものまねパフォーマンス大賞（部門賞受賞）
- タモリ倶楽部ショーパブ対決（個人MVP）

毎日放送系
- ものまね選手権大会（部門賞受賞）
- ものまねバトル大賞21スター誕生（優勝）
- ダウンタウンのものまね選手権（部門賞）
- ざまカン春スペパフォーマンス大会（優勝）

## 出演番組
- 史上最高そっくり大賞
- 全日本そっくり大賞
- 世界のそっくり大賞
- そっくり名人大賞・ものまね珍坊・ボキャブラ天国
- ものまねバトル大賞
- ダウンタウンのガキの使いやあらへんで!!
- 森田一義アワー 笑っていいとも!
- 内村プロデュース
- おネプ!